# 半西湖
半西湖是一个位于中国新疆维吾尔族自治区且末县的湖泊，面积约为50平方千米。